# Яворівська різьба
Вагомою частиною сучасного українського декоративно-прикладного мистецтва став один із найновіших різновидів художнього плоского різьблення, що виник у середині XX століття, у м. Яворові і був заснований Й. П. Станьком.

## Авторство
Автором технології Яворівського жолобчасто-вибірного різьблення став майстер із міста Яворова (Львівська область) Й. П. Станько (1893—1967). Різьбярства він навчався у «Краєвому науковому верстаті» (Яворів) упродовж 1907—1911 років під керівництвом П. Придаткевича — випускника Віденської школи художнього промислу, а у 1912 році продовжив навчання у Львівській художньо-промисловій школі. Після навчання працював майстром-інструктором у Яворівській промисловій школі (1920—1939).
У цей час майстер ретельно вивчає орнаментику дитячих забавок і особливо мальованих скринь, що спричинило виникнення нового задуму. У 1932 році він застосував народний орнамент для різьблення на скринях зменшених розмірів сувенірно-подарункового призначення, а також на шкатулках, рамках, письмовому приладді.

## Яворівська різьба
Суть нової техніки різьблення полягала у вирізанні неглибокими нарізами рослинно-геометричної орнаментики мальованих скринь. Складність виконання рослинного орнаментального спектру спонукали майстра до розширення різьбярських засобів і використання різних за розмірами заокруглення стамесок. Новим у даній технології є спосіб готування площини для різьблення. Попередньо поверхня предмету покривалась бейцовими фарбами темно-коричневого, темно-зеленого або чорного кольору та полірувалась. На цьому фоні контурними неглибокими нарізами, вибиранням і цяткуванням площини наносились, згідно з композиційним задумом, рослинні і геометричні мотиви. При такій системі декорування плоско різьблені рослинні і геометричні орнаменти природного кольору дерева створювали тонке мерехтливе мереживо, яке виділялось, контрастуючи з тонованим полем.

## Історія школи
В перші повоєнні роки Йосип Станько працював у цій техніці один. У 1951 році в Яворівську школу художніх ремесел (промислову школу) прибули випускники Київського училища Ф. Роговиць, О. Стахов, а з Косівського — С. Мельник. Вони вивчили мистецтво деревообробки Яворівщини та сприяли його розвитку, а також стали першими послідовниками та поширювачами нової техніки різьблення.
1955/1956 навчального року за сприяння директора школи художніх ремесел Д. Усова вивчення Яворівського різьблення вводиться до навчальної програми. В цей період вдосконалюється техніка різьблення, вводяться тонові переходи кольору фону, збільшується спектр кольорів тонування, ускладнюються орнаментальні структури.
У 1956 році Яворівська школа переходить виключно на підготовку різьбярів по дереву для художніх промислів і в 1958 року передана в систему профтехосвіти й одержала назву художньо-ремісничого училища (ХРУ).
З 1960-х років училище експонує свої твори на багатьох виставках.
Техніку Яворівського різьблення успішно розвивають учні Й. Станька — С. Мельник, К. Кавас, М. Канарчик, Б. Калюжний, Д. Патєєв.

## Застосування
Яворівську різьбу, окрім традиційних видів виробів, почали застосовувати в архітектурному оформленні інтер'єрів та меблевому мистецтві. У композицію орнаменту вводиться емблематика та шрифтові написи.

## Послідовники
Освоюють вміння та традиції старих майстрів їх учні — В. Кадук, І. Білик, І. Бабійчук (дійсний голова спілки народних майстрів Яворівщини), А. Пенко, С. Тлустий, В. Яремин, А. Гула, І. Шпаківський, Б. Бакалець, В. Панко, Р. Нікула, Л. Юрчук, А. Гац, М. Вівчар, Я. Карапінка, М. Макогін та інші.